# Afanasij Jesztokin
Afanasij Fiodorowicz Jesztokin (ros. Афана́сий Фёдорович Ешто́кин, ur. 19 czerwca?/2 lipca 1913 we wsi Stanowoje w guberni kurskiej, zm. 19 sierpnia 1974 w Moskwie) – radziecki inżynier i działacz partyjny.

## Życiorys
W latach 1928–1931 słuchacz rabfaku (fakultetu robotniczego) przy Stalińskim Instytucie Górniczym, w którym od 1932 studiował, później do października 1937 studiował na Wydziale Górniczym Stalińskiego Instytutu Industrialnego. Od października 1937 do lipca 1938 pracował jako inżynier w kombinacie "Donbassugol" w mieście Stalino (obecnie Donieck), od lipca 1938 do listopada 1939 szef działu i zastępca głównego inżyniera trustu "Donbassantracyt" w obwodzie woroszyłowgradzkim (obecnie obwód ługański), od listopada 1939 do września 1940 szef działu produkcji i zastępca głównego inżyniera kombinatu węglowego "Moskwaugol" w Tule, od września 1940 do lipca 1941 główny inżynier kopalni im. 20-lecia Komsomołu. Od lipca do października 1941 kierownik kopalni trustu "Donbassantracyt" w Krasnym Łuczu, od października 1941 do czerwca 1944 tymczasowy p.o. szefa kopalni nr 22 i główny inżynier kopalni nr 205 trustu węglowego "Czelabińskugol", od 1943 członek WKP(b). Od czerwca 1944 do czerwca 1946 partyjny organizator KC WKP(b) kopalni nr 4-6 trustu "Kopiejskugol" w obwodzie czelabińskim, od czerwca 1946 do sierpnia 1948 kierownik kopalni nr 4-6 tego trustu, od sierpnia 1948 do lutego 1950 zarządca trustu "Kopiejskugol" kombinatu "Czelabinskugol", od lutego 1950 do grudnia 1952 główny inżynier tego kombinatu. Od 6 grudnia 1952 do 19 czerwca 1957 szef kombinatu węglowego "Swierdłowskugol", od czerwca 1957 do stycznia 1958 szef Zarządu Przemysłu Paliwowego Sownarchozu Swierdłowskiego Ekonomicznego Rejonu Administracyjnego, od 25 stycznia 1958 do 28 kwietnia 1962 II sekretarz Komitetu Obwodowego KPZR w Swierdłowsku (obecnie Jekaterynburg), od 28 kwietnia do 24 grudnia 1962 przewodniczący Komitetu Wykonawczego Swierdłowskiej Rady Obwodowej. Od grudnia 1962 do 1963 inspektor KC KPZR, od 17 stycznia 1963 do 23 grudnia 1964 do I sekretarz Kemerowskiego Przemysłowego Komitetu Obwodowego KPZR, od 23 grudnia 1964 do śmierci I sekretarz Komitetu Obwodowego KPZR w Kemerowie, od 8 kwietnia 1966 do śmierci członek KC KPZR. Deputowany do Rady Najwyższej ZSRR od VII do IX kadencji.
Pochowany na Cmentarzu Nowodziewiczym.

## Odznaczenia i nagrody
- Order Lenina (czterokrotnie - 26 kwietnia 1957, 29 września 1966, 25 sierpnia 1971 i 30 sierpnia 1973)
- Order Czerwonego Sztandaru Pracy (6 września 1963)
- Order „Znak Honoru” (30 grudnia 1943)
- Nagroda Stalinowska (3 sierpnia 1948)